# Commission de l'énergie atomique des États-Unis
Pour les articles homonymes, voir AEC.

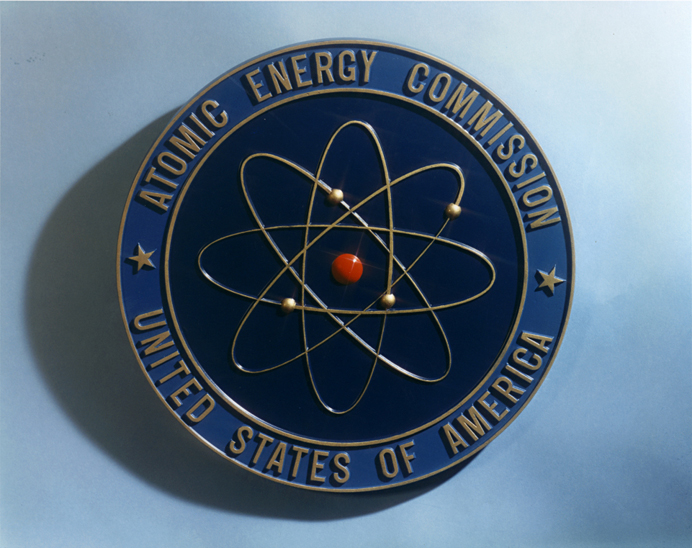
L'écusson de la Commission de l'énergie atomique des États-Unis.

La Commission de l'énergie atomique des États-Unis (en anglais, United States Atomic Energy Commission, ou AEC) est un organisme fédéral américain établi dans le but de promouvoir et de contrôler le développement pacifique des applications atomiques et nucléaires tant au niveau scientifique que technique. Environ un an après la fin de la Seconde Guerre mondiale, le président des États-Unis Harry S. Truman, en accord avec le Congrès des États-Unis, signe l’Atomic Energy Act of 1946 (aussi connu comme le McMahon Act) le 1er août 1946, lequel transfère le contrôle de l'énergie atomique des militaires aux civils à partir du 1er janvier 1947.

## Historique

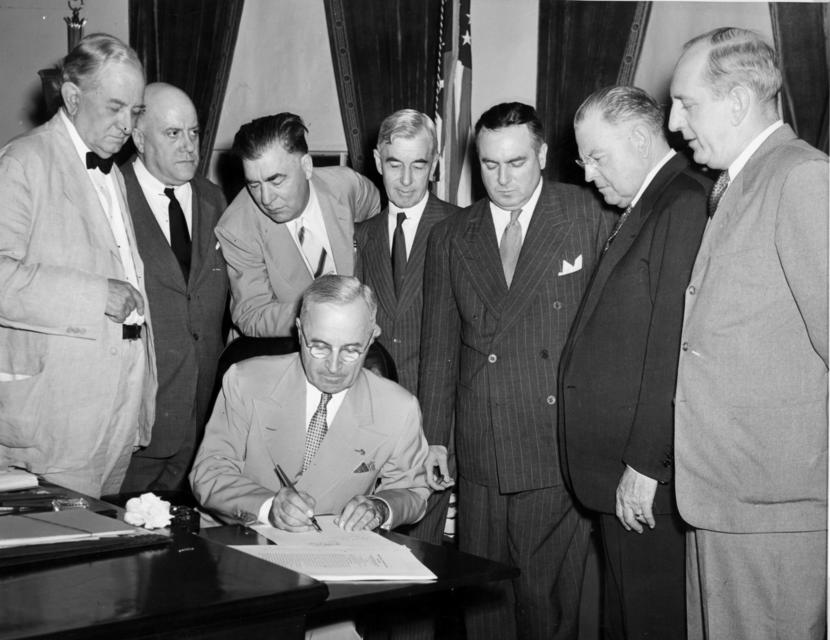
Signature par le Président Truman de l'Atomic Energy Act of 1946.

Le transfert des développements techniques nucléaires des militaires aux civils reflétait l'optimisme américain après la Seconde Guerre mondiale, le Congrès des États-Unis déclarant que l'énergie atomique devait être employée à la fois pour défendre le pays, pour promouvoir la paix dans le monde, pour améliorer le bien-être du public et pour augmenter la compétitivité des entreprises. La signature de la loi est le point culminant de longs débats entre les politiciens, les militaires et les scientifiques à propos du sort de cette nouvelle source d'énergie. Le président Truman nomme David Lilienthal comme premier directeur de l'AEC.
Le congrès donne de grands pouvoirs et une grande indépendance à l'AEC quant à la poursuite de sa mission. Dans le but de favoriser l'embauche de scientifiques et de techniciens de haut calibre, ses employés sont exempts du service militaire. Pour favoriser la sécurité des installations et du personnel, tous les laboratoires et tous les réacteurs nucléaires sont détenus par le gouvernement fédéral américain, alors que tous les documents produits sont sous le contrôle de l'AEC. Un système national de laboratoires est établi à partir des installations du projet Manhattan. Le Laboratoire national d'Argonne est l'un des premiers laboratoires privés à recevoir l'autorisation de travailler pour le compte de l'AEC.
Avant l'avènement de la Commission de réglementation nucléaire des États-Unis (Nuclear Regulatory Commission, NRC), la réglementation du nucléaire aux États-Unis était l'apanage de l'AEC, organisme établi par le congrès en 1946. Huit ans plus tard, le congrès remplace cette loi par les Atomic Energy Act Amendments en 1954, lois qui permettent pour la première fois le développement d'applications commerciales de l'énergie nucléaire. La nouvelle loi donne des pouvoirs à l'AEC qui lui permettent d'encourager l'utilisation de l'énergie nucléaire tout en promulguant son utilisation sécuritaire[réf. incomplète]. Les programmes de l'AEC tendent à assurer la santé et la sécurité du public face aux dangers du nucléaire sans imposer des normes excessives à l'industrie bourgeonnante. C'est un but difficile à atteindre, étant donné que la science nucléaire est alors très jeune ; les programmes de l'AEC font en conséquence l'objet de nombreuses controverses. De plus en plus de critiques pendant les années 1960 arguent que les règlements imposés par l'AEC ne sont pas suffisamment rigoureux dans différents domaines, notamment les normes de protection face aux radiations, la sécurité des réacteurs nucléaires, les sites de production d'énergie et la protection de l'écologie. Parmi diverses mesures, l'AEC commande à partir de cette période plusieurs études sur l'effet des radiations sur l'environnement à l'équipe de recherche d'Eugene Odum, de l'université de Géorgie.
En 1974, les programmes mis en place par l'AEC sont tellement attaqués que le congrès américain décide de dissoudre l'organisme. Tant les supporters que les critiques s'entendent pour affirmer que la promotion et la réglementation mises en place par l'AEC doivent être gérées par d'autres organismes. Le Energy Reorganization Act of 1974 remet les fonctions de régulation dans les mains de la nouvelle NRC, qui commence à opérer le 19 janvier 1975. La promotion est assignée à la Energy Research and Development Administration, qui sera plus tard intégrée au département de l'Énergie des États-Unis.

## Liste des présidents de l'AEC
| Durée     | Nom                    | Président des États-Unis                                  |
| --------- | ---------------------- | --------------------------------------------------------- |
| 1946–1950 | David E. Lilienthal    | Harry S. Truman                                           |
| 1950–1953 | Gordon Dean            | Harry S. Truman, Dwight D. Eisenhower                     |
| 1953–1958 | Lewis Strauss          | Dwight D. Eisenhower                                      |
| 1958–1961 | John McCone            | Dwight D. Eisenhower                                      |
| 1961–1971 | Glenn Theodore Seaborg | John Fitzgerald Kennedy, Lyndon B. Johnson, Richard Nixon |
| 1971–1973 | James Schlesinger      | Richard Nixon                                             |
| 1973–1975 | Dixy Lee Ray           | Richard Nixon, Gerald Ford                                |